# Net2phone
net2phone es un proveedor de comunicaciones en la nube que ofrece servicios de telefonía basados en la nube a empresas de todo el mundo. La empresa es una filial de IDT Corporation.

## Historia
net2phone fue fundada en 1990 por el empresario de telecomunicaciones Howard Jonas, presidente y consejero delegado de la empresa matriz de net2phone, IDT Corporation. La empresa fue una de las primeras pioneras en la comercialización de tecnologías de voz sobre protocolo de Internet (VoIP), aprovechando la infraestructura y el negocio mundial de operadores de IDT y centrándose en la transición de las empresas y los consumidores de la RTPC, las interconexiones de telecomunicaciones tradicionales, a VOIP.
El 30 de julio de 1999, durante la ‘burbuja dot-com’, la compañía se convirtió en una empresa pública a través de una oferta pública inicial, recaudando 81 millones de dólares. Las acciones subieron un 77% el primer día de cotización, hasta 26 dólares por acción. Una vez finalizada la OPV, IDT poseía el 57% de la empresa. En pocas semanas, las acciones aumentaron otro 100% su valor, hasta 53 dólares por acción.
En marzo de 2000, en una operación facilitada por Howard Jonas, Consejero Delegado de IDT, un consorcio de empresas de telecomunicaciones liderado por AT&T anunció una inversión de 1.400 millones de dólares por una participación del 32% en la empresa, comprando acciones a 75 dólares cada una. La transacción se completó en agosto de 2000. AOL había expresado su interés en comprar la totalidad o parte de la empresa, pero no estaba de acuerdo con el precio.
En agosto de 2000, Jonathan Fram, presidente de la empresa, la abandonó para incorporarse a [./Https://en.wikipedia.org/wiki/EVoice eVoice].
En septiembre de 2000, la empresa formó Adir Technologies, una joint venture con Cisco Systems.  En marzo de 2002, la empresa demandó a Cisco por incumplimiento de contrato.
En febrero de 2002, la empresa anunció 110 despidos, es decir, el 28% de su plantilla.
En octubre de 2004, Liore Alroy se convirtió en directora ejecutiva de la empresa.
El 13 de marzo de 2006, IDT Corporation adquirió las acciones de la empresa que aún no poseía por 2,05 dólares por acción.
En 2015, net2phone comenzó a ofrecer comunicaciones unificadas como servicio (UCaaS) dirigidas al mercado de las pymes. La iniciativa UCaaS de net2phone fue desarrollada por el equipo directivo de la empresa, liderado por su presidente, Jonah Fink.
Durante los 3 años siguientes, net2phone siguió ampliando su oferta de UCaaS en Argentina, Brasil, Colombia, México, y Perú, aprovechando su infraestructura local, sus licencias de comunicación y su personal local, todo ello vendiendo en la moneda y el idioma locales de cada mercado.

## Adquisiciones
En 2001, la empresa adquirió iPing.
En 2000, la empresa adquirió Aplio, un fabricante de dispositivos de Internet ubicado en San Bruno, California .
Como las comunicaciones unificadas exigen algo más que voz sobre IP, como la mensajería, en enero de 2017 net2phone adquirió Live Ninja, un proveedor con sede en Miami de un servicio de gestión de mensajería y chat en directo de cara al cliente.
En 2018, net2phone lanzó una versión actualizada de su plataforma de comunicaciones, incorporando la tecnología y las capacidades de la adquisición de Live Ninja.
En 2019 se produjo una mayor expansión con la adquisición de Versature, un proveedor de comunicaciones empresariales y VoIP alojado basado en SaaS que presta servicio al mercado canadiense.
En 2020, con la adquisición de RingSouth Europa, un proveedor de comunicaciones empresariales con sede en Murcia, España.
En 2020, con el aumento de la pandemia de COVID-19 provocando un cambio en el entorno de trabajo, net2phone lanzó una integración nativa en Microsoft Teams, así como su propia plataforma de videoconferencia, net2phone Huddle, seguida de otras integraciones en herramientas CRM como Salesforce y Zoho y herramientas de colaboración como Slack.
En 2022, net2phone adquirió Integra CCS, una compañía tecnológica uruguaya que desarrolló una solución Cloud & omnicanal para contact centers (CCaaS). 

## Productos y Servicios

### UNITE
UNITE es el producto de comunicaciones unificadas como servicio (UCaaS) de net2phone, que proporciona a las empresas voz, vídeo, chat, texto e integraciones. El producto ofrece funciones avanzadas de llamadas, informes, análisis e integraciones con herramientas SaaS populares que pueden gestionarse a través de una interfaz basada en web.

### uContact
uContact de net2phone es una plataforma de Contact Center as a Service (CCaaS) introducida a través de la adquisición de Integra en 2022. uContact cuenta con un conjunto de funciones de contact center, incluyendo servicio al cliente omnicanal, redes sociales, chatbots, gestión de flujos de trabajo y herramientas de desarrollo.

### Huddle
Huddle es una plataforma de videoconferencia de alta definición de net2phone lanzada en abril de 2020. Las conferencias de Huddle están protegidas por contraseña y cifradas. Huddle incluye varias funciones, como pantalla compartida, emisión en YouTube, mensajería por chat y la opción de levantar la mano. Se puede acceder a la aplicación desde un ordenador de sobremesa o un dispositivo móvil.

### net2phone IA
net2phone AI se lanzó en julio de 2023 como un servicio adicional diseñado para optimizar las interacciones entre agentes y clientes. Entre sus principales funcionalidades se incluyen el análisis de sentimientos, la transcripción automática de llamadas, los correos electrónicos de seguimiento generados automáticamente, los resúmenes de llamadas generados automáticamente, las notas de coaching generadas por IA, los análisis de llamadas y las integraciones CRM. net2phone AI está disponible en varios idiomas y se integra con plataformas de comunicación o voz compatibles con webhooks API.

### SIP Trunk
net2phone ofrece servicios SIP Trunk, que permiten a las empresas fusionar voz y datos en una plataforma de comunicaciones unificada sin necesidad de sustituir equipos. La solución de trunking SIP incluye funciones como interacciones de voz de alta calidad, llamadas internacionales, soporte híbrido SIP y alojado, mayor seguridad, compatibilidad con códecs y una red estable y totalmente redundante.